# The Four Musketeers (film)
The Four Musketeers (alternatieve titel: The Four Musketeers: The Revenge of Milady) is een Engels-Amerikaanse historische actiekomedie uit 1974 onder regie van Richard Lester, met in de hoofdrollen Michael York en Raquel Welch.
De film is het vervolg op de Three Musketiers uit 1973 met in de hoofdrollen Michael York, Oliver Reed en Richard Chamberlain. De film zou oorspronkelijk drie uur duren, maar later werd besloten om de productie in tweeën te splitsen. Dit resulteerde in een eerste deel The Three Musketeers en een tweede deel genaamd The Four Musketeers (1974). De acteurs werd niet verteld dat ze voor twee films tegelijk aan het draaien waren op dat moment. Dezelfde ploeg keerde in 1989 terug voor nog een vervolg, The Return of the Musketeers. Deze werd losjes gebaseerd op Dumas' vervolg Twintig jaar later.
Het scenario van de film is gebaseerd op het boek De drie musketiers van Alexandre Dumas en voor de film herschreven door George MacDonald Fraser.

## Verhaal
De musketiers zijn aanwezig bij de belegering van de stad La Rochelle. Daar hebben de hugenoten, de Franse protestanten, zich teruggetrokken om zich te beschermen tegen de troepen van het overwegend katholieke Frankrijk. Athos, Porthos, Aramis en hun nieuwbakken collega D'Artagnan, vermaken zich uitstekend in de strijd en winnen zelfs een weddenschap. Ondertussen is hun oude vijand, kardinaal Richelieu, opnieuw bezig om zijn macht te versterken. Hij laat zijn medewerker, de graaf De Rochefort, de vriendin van D'Artagnan, Constance Bonacieux, ontvoeren. D'Artagnan zelf wordt afgeleid door een andere medewerker van de kardinaal, Milady de Winter. Zij weet de jonge musketier te verleiden en hem zo weg te houden bij Constance. Athos onthult echter aan D'Artagnan de ware aard van Milady. Vroeger toen hij nog graaf was, ontmoette hij de nog jonge Milady en werd verliefd op haar. Tijdens het huwelijk ontdekte hij op haar schouder het brandmerk van de lelie. Hiermee werden dieven en dievegges bij hun gevangenneming gebrandmerkt. Boos over de schande die het meisje over zijn familie had gebracht liet hij haar vermoorden. Maar Milady ontkwam en groeide uit tot een tegenstandster van formaat. Samen met de drie musketiers weet D'Artagnan Constance te bevrijden. Hij brengt haar onder in een klooster bij Armentieres. Als D'Artagnan nieuws krijgt dat zijn vrienden gevangenzitten, gaat hij op weg om ze te bevrijden. Hij wordt echter onderweg overvallen door de mannen van Richelieu. Net op tijd arriveren de drie musketiers, die helemaal niet gevangenzaten, en de mannen van de kardinaal worden verslagen. Als ze een gevangene verhoren, wordt het de musketiers duidelijk dat Richelieu uit is op de dood van Buckingham. Athos luistert een gesprek af tussen de kardinaal en Milady waarbij de laatste vraagt om een door de kardinaal ondertekend document dat houder vrijwaart van wettelijke repercussies. Later weet Athos echter het document te stelen. Milady reist door naar Engeland om Buckingham te doden. Ze wordt echter gearresteerd en opgesloten. Maar ze verleidt haar cipier, Felton, en weet de man ervan te overtuigen dat hij Buckingham moet vermoorden. Felton laat Milady ontsnappen en vermoordt even later de hertog. Samen met De Rochefort gaat Milady de Winter naar het klooster waar Constance is ondergebracht. Ze wurgt Constance terwijl De Rochefort en zijn mannen de vier musketiers bevechten. De Rochefort wordt door D'Artagnan gedood en Athos weet Milady te overmeesteren. Niet veel later laat hij haar onthoofden. Als ze terugkomen worden de musketiers op bevel van Richelieu gearresteerd. De kardinaal wil de musketiers ter dood veroordelen, maar D'Artagnan toont hem het document dat Richelieu aan Milady had gegeven en hem vrijwaart van wettelijke acties. De overblufte kardinaal schrijft prompt een nieuw document uit waarbij hij D'Artagnan promoveert tot luitenant.

## Rolverdeling
| Acteur              | Personage            |
| ------------------- | -------------------- |
| Michael York        | D'Artagnan           |
| Oliver Reed         | Athos                |
| Frank Finlay        | Porthos              |
| Richard Chamberlain | Aramis               |
| Jean-Pierre Cassel  | Koning Lodewijk XIII |
| Geraldine Chaplin   | Anne van Oostenrijk  |
| Charlton Heston     | Richelieu            |
| Faye Dunaway        | Milady DeWinter      |
| Christopher Lee     | Rochefort            |
| Raquel Welch        | Constance Bonacieux  |
| Simon Ward          | Buckingham           |
| Roy Kinnear         | Planchet             |
| Michael Gothard     | Felton               |

## Productie
De opnamen, met David Watkins als cinematograaf, werden gemaakt in Spanje tussen juni en september 1973. Er werd gefilmd in Aranjuez bij Madrid en Castilla-La Macha bij Toledo. Studio-opnamen waren in de Estudios Cinematografica Roma S.A., in Madrid. Halverwege de productie bleek dat de film langer uitviel dan gedacht en een lengte zou krijgen van drie uur. Men besloot toen er twee films van te maken die gelijktijdig werden opgenomen. De acteurs wisten hier niets van en werden erg boos toen later bleek dat ze voor hetzelfde salaris twee films hadden gemaakt. De vakbond Sceen Actors Guild voegde, als gevolg van deze werkwijze, een clausule toe aan haar acteurscontracten waarin staat dat producenten van tevoren moeten aangeven hoeveel films worden opgenomen en dat de acteurs voor elke film apart betaald moeten worden. Deze clausule werd bekend als de "Salkind Clause", genoemd naar de producent van The Three Musketeers, Ilya Salkind.